# Melchiorre Cesarotti
Melchiorre Cesarotti (Padova, 15 maggio 1730 – Padova, 4 novembre 1808) è stato uno scrittore, traduttore, linguista e poeta italiano.

## Biografia

### Infanzia e giovinezza
Figlio di Giovanni (Zanne) - prima avvocato e poi funzionario pubblico - e di Medea Bacuchi, Cesarotti nacque nel 1730 a Padova da una famiglia di antica origine nobile ma da tempo entrata nel "ceto civile".
Studiò nel seminario della sua città, dove ebbe come guida il matematico Giuseppe Toaldo, di cui divenne amico. Qui ottenne il titolo e il privilegio di abate - prese gli ordini minori senza diventare sacerdote -, e fu poi accolto come giovanissimo professore di retorica e belle lettere nei primi anni cinquanta del Settecento.
Nel 1750 divenne membro dell'Accademia dei Ricovrati.
Nel novembre 1760 lasciò Padova per trasferirsi a Venezia come precettore presso la famiglia Grimani, incarico che mantenne per otto anni. Qui entrò in contatto con le personalità più in vista nel mondo culturale come Angelo Emo, i fratelli Gasparo e Carlo Gozzi, Carlo Goldoni e Angelo Querini.

### Esordi e fama

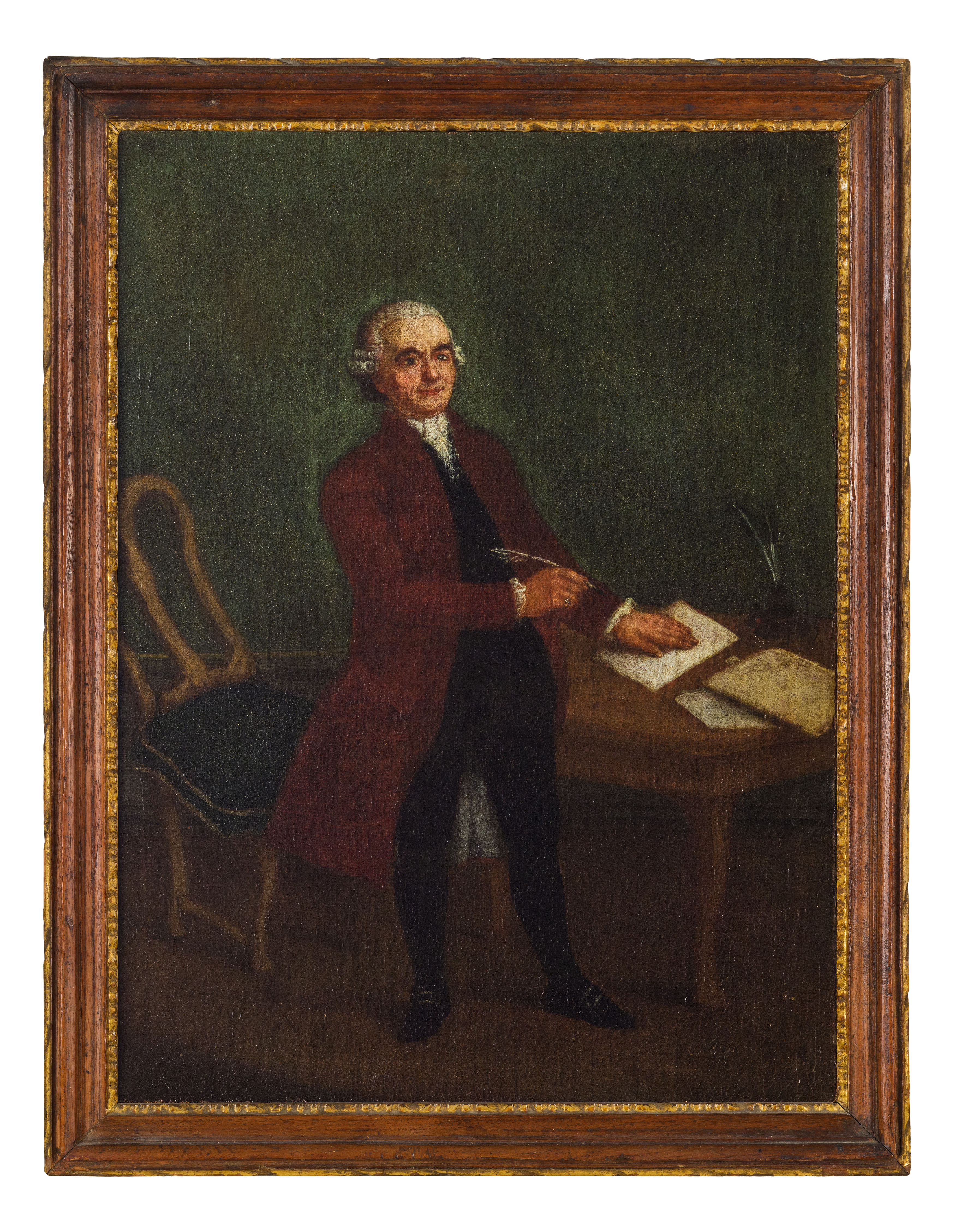
Pietro Longhi, Ritratto di Melchiorre Cesarotti, precettore dei Grimani di San Luca, XVIII secolo.

Maturò nell'ambiente culturale veneziano l'esperienza che gli diede una fama europea, ovvero la traduzione in italiano dei Canti di Ossian (Poems of Ossian), pubblicati tre anni prima dallo scozzese James Macpherson; a quest'opera dedicò oltre un decennio, pubblicando una prima edizione incompleta nel 1763 e poi quella, definitiva e completa, nel 1772.
Nel 1762 pubblicò a Venezia un volume che conteneva, oltre alle traduzioni di due tragedie di Voltaire (La morte di Cesare e Maometto), due dissertazioni teoriche intitolate Ragionamento sopra il diletto della Tragedia e Ragionamento sopra l'origine e i progressi dell'arte poetica, quest'ultimo poi ripudiato ed escluso dall'edizione definitiva delle Opere (1808). L'edizione del 1762 presentava anche un Ragionamento sopra il Cesare e un Ragionamento sopra il Maometto, a partire dai quali, probabilmente, l'abate era giunto alla stesura del saggio di carattere generale Era infine incluso un componimento in giambi latini, Mercurius. De Poetis tragicis, opera che, passando in rassegna la storia delle varie letterature, assegnava a Voltaire la corona di miglior tragico.
Nel 1768 venne nominato professore di lingua greca ed ebraica presso l'Università di Padova, cattedra che mantenne fino al 1797 quando passò, sempre nella stessa università a quella di belle lettere, ovvero di eloquenza. Appartengono a questo periodo le sue opere più note: come traduttore dal greco (Demostene, Omero, cfr. infra), e dalle lingue moderne (ancora l'Ossian, Gessner, Young), e come teorico dell'estetica (Saggio sulla filosofia del gusto, 1784) e della lingua (Saggio sopra la lingua italiana, 1785).
Dopo aver ottenuto la cattedra presso lo Studio patavino, i Riformatori dell'Università commissionarono a Cesarotti la traduzione di opere greche. L'abate si applicò quindi alle versioni di Demostene, che videro la luce in sei volumi tra il 1774 e il 1778, edite da Penada a Padova. In margine a questo lavoro Cesarotti scrisse numerosi testi critici, tra cui la Lettera ai Riformatori (scritta nel 1775 ma, dato il suo carattere letterariamente audace, pubblicata solo nel 1807 all'interno degli Opera omnia di Cesarotti) e una lettera anteposta al sesto tomo del Demostene, dove, criticando le traduzioni letterali, aveva modo di enunciare i difetti dell'oratoria demostenica, tanto da comunicare la rinuncia, nel secondo testo citato, a tradurre ogni singola orazione di Demostene. Di quelle non tradotte erano stati volti in italiano i passi ritenuti meritevoli di lode.
Appena concluso il lavoro su Demostene, Cesarotti «presentò al magistrato degli studi un Piano sistematico relativo allo spirito delle traduzioni e agli autori greci», in cui l'abate «denominava Corso ragionato di letteratura greca la progettata "scelta giudiziosa"» di una serie di traduzioni dal greco. Cesarotti si proponeva di pescare a piene mani nel vasto panorama degli autori greci e volgarizzare squarci tratti dagli scritti politici, filosofici, dialogici e dalle epistole. Il progetto rimase incompiuto, al punto che l'abate tradusse solo i testi di argomento politico, apparsi nei due volumi del Corso ragionato di letteratura greca (edito nel 1781 a Padova in due volumi). Il Piano ragionato di traduzioni dal greco, redatto probabilmente nel 1778, rimase inedito fino al 1882 quando fu pubblicato da Guido Mazzoni.
Nel 1779 divenne segretario a vita della classe di belle lettere del nuovo Istituto di scienze, lettere ed arti (che aveva sostituito l'Accademia dei Ricovrati), assumendo di fatto il controllo dell'istituzione.
Al principio degli anni ottanta molti discepoli si erano ormai radunati attorno al maestro, in quella che fu una sorta di "famiglia". La fama di Cesarotti era diffusa a livello internazionale, come dimostra la sua vasta corrispondenza con illustri intellettuali di tutta Europa e il ricorso alla sua autorità in riviste e scritti stranieri. Di indole sedentaria, l'abate non aveva mai lasciato la Repubblica di Venezia sino al 1783, quando accettò l'invito a Roma dell'ambasciatore veneto Andrea Memmo. Nella città capitolina fu nell'Accademia dell'Arcadia (nel 1777 era entrato a farne parte con il nome arcadico di Meronte Larisseo) e frequentò il salotto della contessa d'Albany. Conobbe inoltre Antonio Canova, il quale gli fece visitare la basilica di San Pietro e i Musei Vaticani.

### Rapporto con Alfieri

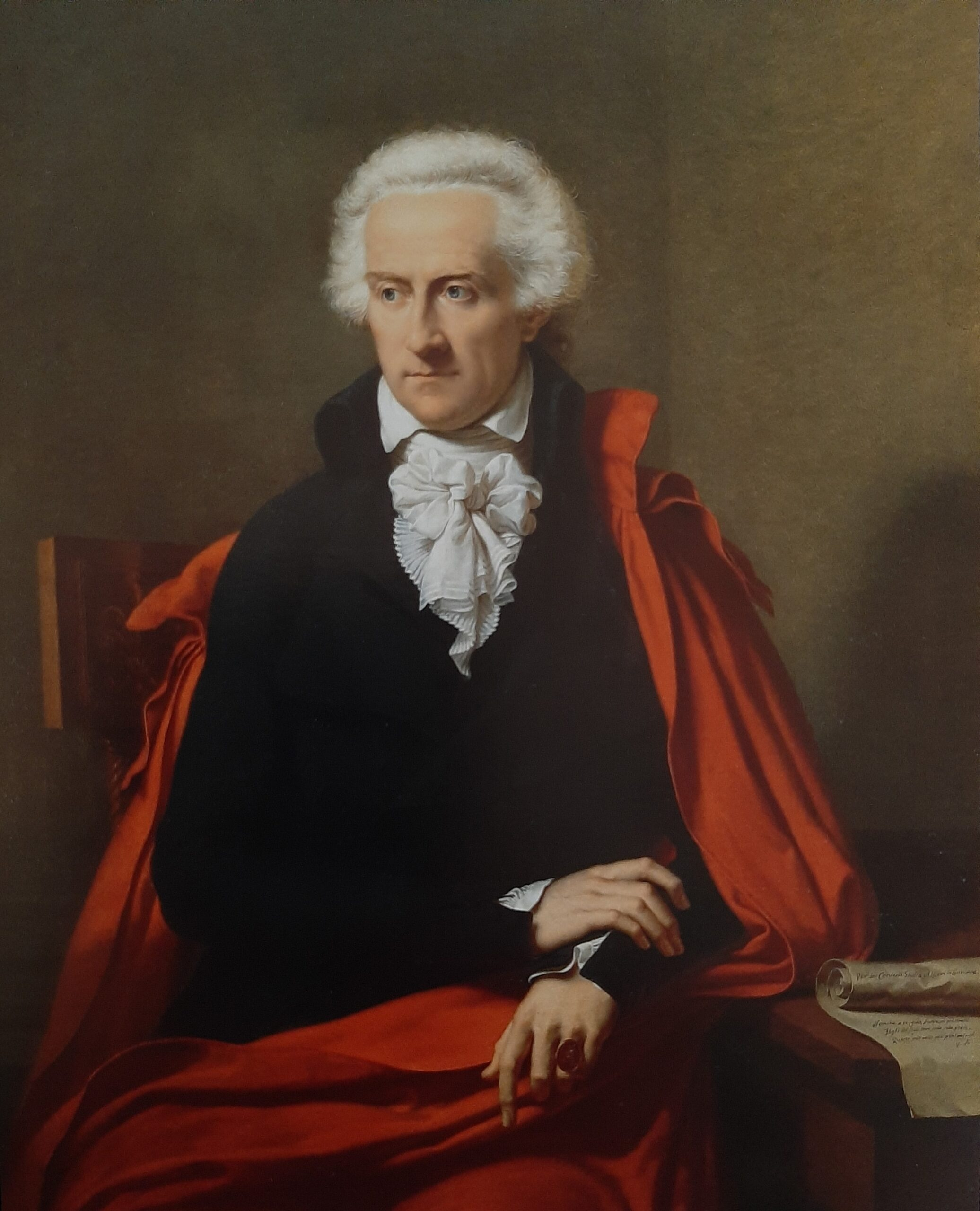
Vittorio Alfieri

Nel giugno di quello stesso 1783, Cesarotti aveva incontrato a Padova Vittorio Alfieri, che quell'anno dava alle stampe le sue prime dieci tragedie. Alfieri, ammiratore della traduzione ossianica, cercava dall'abate lumi per impossessarsi di uno stile tragico: le loro personalità, opposte sul piano umano e artistico, si scontrarono inevitabilmente. Davanti a Cesarotti e alla sua scuola Alfieri lesse La congiura de' Pazzi, tragedia lontanissima dal modello cesarottiano - fondato sulla ragione e sulla moderazione -, e il professore padovano la criticò in una missiva che l'Astigiano negò di aver ricevuto. Due anni dopo la loro contrapposizione artistica si espresse più chiaramente: Cesarotti scrisse una lettera su Ottavia, Timoleone e Merope, cui il drammaturgo rispose.
A questo punto calò il silenzio, rotto solo nel 1796 quando l'abate scrisse ad Alfieri una lettera di presentazione per Isabella Teotochi Albrizzi, animatrice di un celebre salotto veneziano - frequentato negli anni dallo stesso Cesarotti -, missiva non immune da una vena di sarcasmo riscontrabile anche nella replica dell'Astigiano. Il biografo ottocentesco Giuseppe Vedova affermò che una nota presente nella Dissertazione sopra la tragedia cittadinesca dell'abate Pier Antonio Meneghelli, pubblicata nel 1795, e apertamente ostile nei riguardi di Alfieri, fosse opera di Cesarotti, un'ipotesi tuttavia non dimostrabile.

### Moderato impegno civile
Da sempre sostenitore delle idee illuministe, Cesarotti fu come molti spiazzato dall'esito violento della Rivoluzione francese. All'arrivo delle truppe napoleoniche in Italia si schierò in favore di Bonaparte: per lui scrisse nel 1797 un sonetto encomiastico, e fece anche parte della delegazione inviata ad accogliere il generale vittorioso. Entrò nella Municipalità di Padova come membro «aggiunto libero» del Comitato di Pubblica Istruzione. In questa veste scrisse nel 1797 l'Istruzione d'un cittadino a' suoi fratelli meno istrutti, testo pensato per il popolo e decisamente lontano dalle idee radicali dei rivoluzionari, nonostante appoggiasse la causa democratica e fosse stato commissionato dal Comitato. All'Istruzione fece seguito Il patriotismo illuminato. Entrambi gli scritti apparvero a Padova, il 19 maggio e il 10 luglio rispettivamente, per i tipi di Pietro Brandolese. Nel breve periodo della Municipalità - destinata a terminare la sua avventura in quello stesso anno - contribuì anche al piano di riforma dell'Università e delle scuole, presto abortiti in ragione della mutata situazione politica. Cesarotti fece pubblicare il suo contributo al piano di riforma dell'Università nell'edizione completa delle sue opere, con il titolo Saggio sopra le instituzioni scolastiche private e pubbliche, cui premise un Avviso degli editori redatto di suo pugno.
Privo di accese idee politiche, dopo il Trattato di Campoformio (1797) sostenne gli austriaci, salvo tornare sui suoi passi al ritorno dei napoleonici.

### Ultimi anni

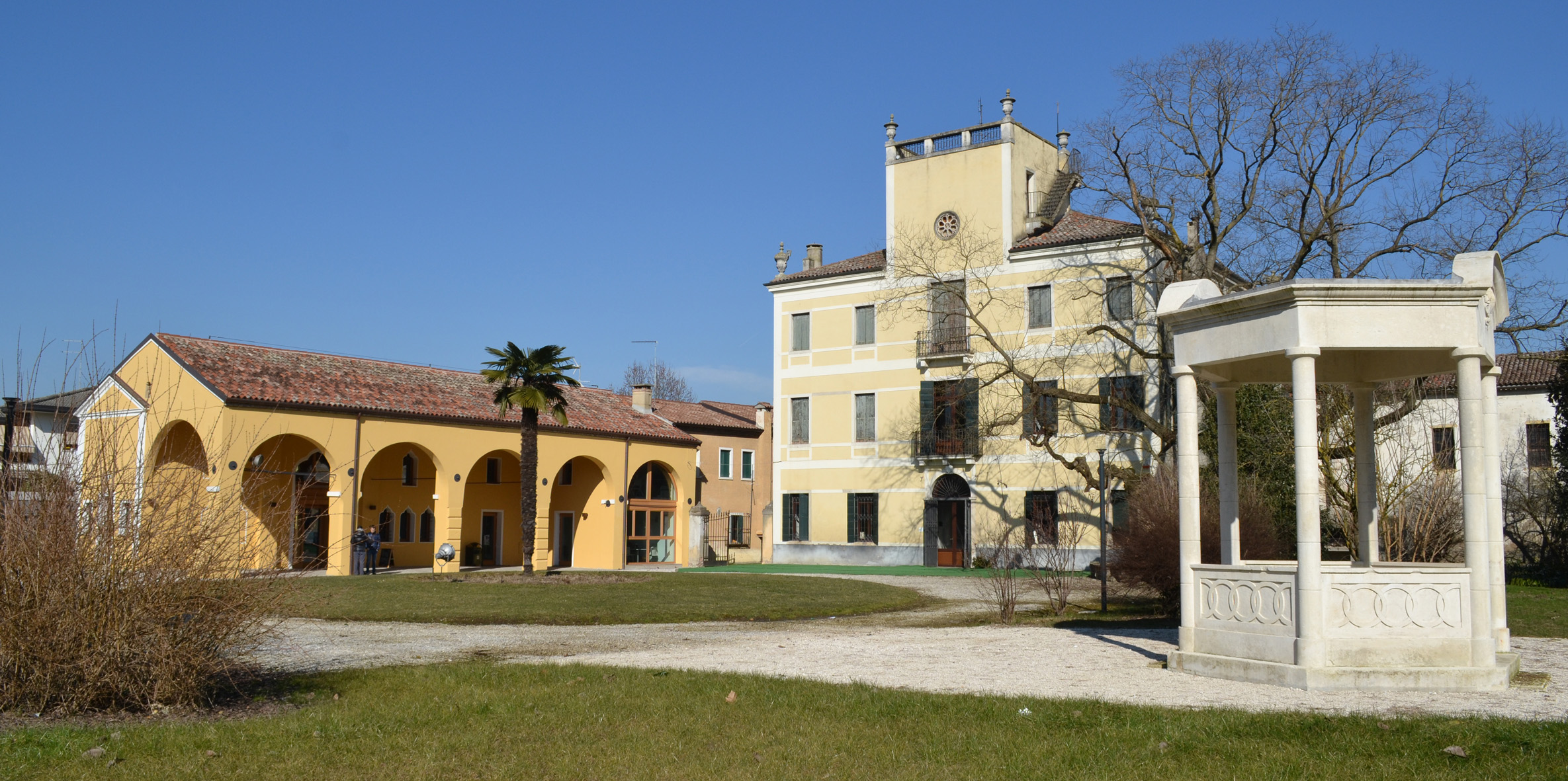
Villa Cesarotti a Selvazzano Dentro in provincia di Padova

Nel 1803 si cimentò in una « festa teatrale », l'Adria consolata, testo composto in occasione del genetliaco di Francesco II d'Asburgo-Lorena, musicato da Ferdinando Bertoni e messo in scena alla Fenice lo stesso anno.
A Napoleone Cesarotti dedicò un discusso poema celebrativo, la Pronea (1807), duramente commentato dal Foscolo: «misera concezione, frasi grottesche, verseggiatura di dramma per musica, e per giunta gran lezzo di adulazione», scrisse l'11 novembre 1807 a Giovanni Battista Niccolini.
Si ritirò negli ultimi anni nella tranquillità della sua villa di Selvazzano, da lungo tempo di proprietà della sua famiglia, dove ospitò i discepoli e gli amici più cari tra i quali Giuseppe Barbieri, Ippolito Pindemonte, Isabella Teotochi Albrizzi, Giustina Renier Michiel, Giuseppe Olivi, Francesco Rizzo Patarol e forse anche Foscolo, e impiantò uno dei primi giardini all'inglese in Italia. Nella sua casa di Padova (sita accanto alla Basilica di Sant'Antonio, nell'attuale via Cesarotti) nel maggio 1805 ricevette la visita di Madame de Staël che, di passaggio in Veneto al termine del suo lungo tour italiano, sostò a Padova tre giorni per potersi intrattenere di cose letterarie col Cesarotti.
Morì il 4 novembre 1808. Le sue ossa e il suo cenotafio furono posti nella Basilica di Sant'Antonio di Padova.

## Traduzioni letterarie
Cesarotti è noto per la sua opera di traduttore di Omero (pubblicò tra il 1786 e il 1794 una versione in prosa e una in versi dell'Iliade, per poi cimentarsi in un rifacimento in endecasillabi sciolti dal titolo La morte di Ettore, 1795); tradusse anche il Prometeo incatenato eschileo, sette Odi di Pindaro (entrambi i lavori apparvero nel 1754), tre tragedie di Voltaire, il Maometto (tradotto tra il 1755 e il 1758), La morte di Cesare (1761) e la Semiramide (1771), la farsa in prosa Oracle (alla fine degli anni Ottanta), di Saint-Foix, l'Elegia scritta in un cimitero campestre di Gray (1772) nonché opere di Demostene, satire di Giovenale e scritti di altri oratori greci (questi ultimi confluiti nel Corso ragionato di letteratura greca, 1781-1784).
Tuttavia la traduzione che gli diede una fama europea gli capitò tra le mani quando Charles Sackville, esule britannico incontrato a Venezia, gli fornì tutte le informazioni riguardanti l'attività di James Macpherson intorno al mitico bardo Ossian. Dei Poems of Ossian pubblicati da Macpherson nel 1762-63, Cesarotti diede alle stampe una prima traduzione parziale nel 1763, intitolata Poesie di Ossian cui fece seguito nel 1772 la traduzione dell'intero corpus di canti. La sua versione, stilisticamente innovativa e di grande suggestione letteraria, attrasse l'attenzione dei letterati in Italia e Francia, suscitando numerosi imitatori. Fu per suo tramite che Goethe entrò in contatto con l'Ossian; e lo stesso Napoleone apprezzava l'opera al punto da portarla con sé anche in battaglia. Nelle Poesie di Ossian, Cesarotti riesce nell'intento di convertire tutti gli elementi e i principi della nascente lirica incentrata sulla natura e sui sentimenti, mantenendo una saldatura tra tradizione e nuovi temi poetici, di fatto dando il la al Romanticismo italiano.

## Scritti teorici

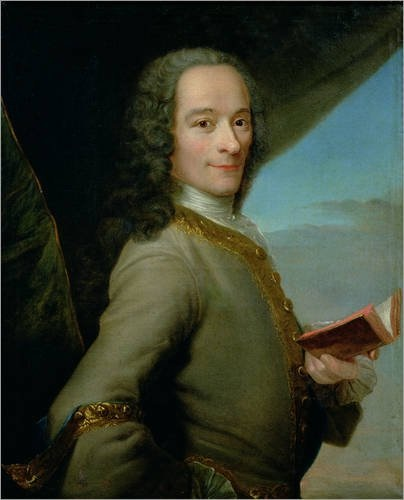
Voltaire

Nel 1762 Cesarotti licenziò in un unico volume il Ragionamento sopra il diletto della Tragedia e il Ragionamento sopra l'origine e i progressi dell'Arte Poetica.
Con il saggio sulla tragedia Cesarotti contesta le teorie di Dubos e Fontenelle, e modella il ragionamento su quello dell'opuscolo Of Tragedy di Hume (1754), pervenendo a conclusioni affatto personali. Per Cesarotti, il cui modello di perfetta tragedia si trova nel teatro illuminista di Voltaire, il diletto tragico deriva dalla completa illusione che coglie lo spettatore, dapprima « intorbidato dalle passioni », mosso dalla pietà e oppresso dal dolore, poi, attraverso la ragione, spinto a trarre insegnamenti morali e a vincere il terrore di subire un destino simile a quello rappresentato dagli attori sul palcoscenico. Cesarotti concilia quindi l'estetica sensistica e quella classicistico-razionalistica: l'emozione viene sublimata dalla ragione, cosicché la tragedia veicola tramite le vicende inscenate un messaggio istruttivo per lo spettatore e per la società.
Importanti furono anche le sue riflessioni sulla lingua. Pubblicato dapprima nel 1785 con il titolo di Saggio sopra la lingua italiana, poi mutato nell'edizione definitiva (1800) in Saggio sulla filosofia delle lingue applicato alla lingua italiana, il trattato di Cesarotti costituisce una delle voci più autorevoli e intelligenti del dibattito linguistico italiano del Settecento. Scritto in un periodo di contatti linguistici con la Francia, il trattato affronta il tema del prestito linguistico, teorizzando la possibilità che esso possa portare ad un arricchimento della lingua, inserendosi nel dibattito sorto fra i tradizionalisti impegnati a conservare la purezza della lingua e dei principi letterari e i rinnovatori ansiosi di liberare la lingua dai modelli tipici della Crusca.
Cesarotti critica, nella prima parte, i pregiudizi vigenti sulla purezza della lingua e tende ad evidenziarne il collegamento con la storia della civiltà, poi nella seconda sezione distingue il genio grammaticale, ovvero la norma linguistica immutabile, e il genio retorico, che essendo legato alla contingenza può mutare. Infine, sostiene che i prestiti linguistici come i francesismi si possano accettare nella lingua italiana, a condizione però che essi non vadano in contrasto con le norme del genio grammaticale, ossia che nella lingua di destinazione non sia già presente un termine equivalente.
L'edizione completa della sua opera, in 40 volumi in ottavo, iniziò ad uscire a Pisa nel 1800 e fu completata postuma nel 1813 per cura dell'allievo prediletto e successore alla cattedra padovana, l'abate Giuseppe Barbieri.

## Intitolazioni

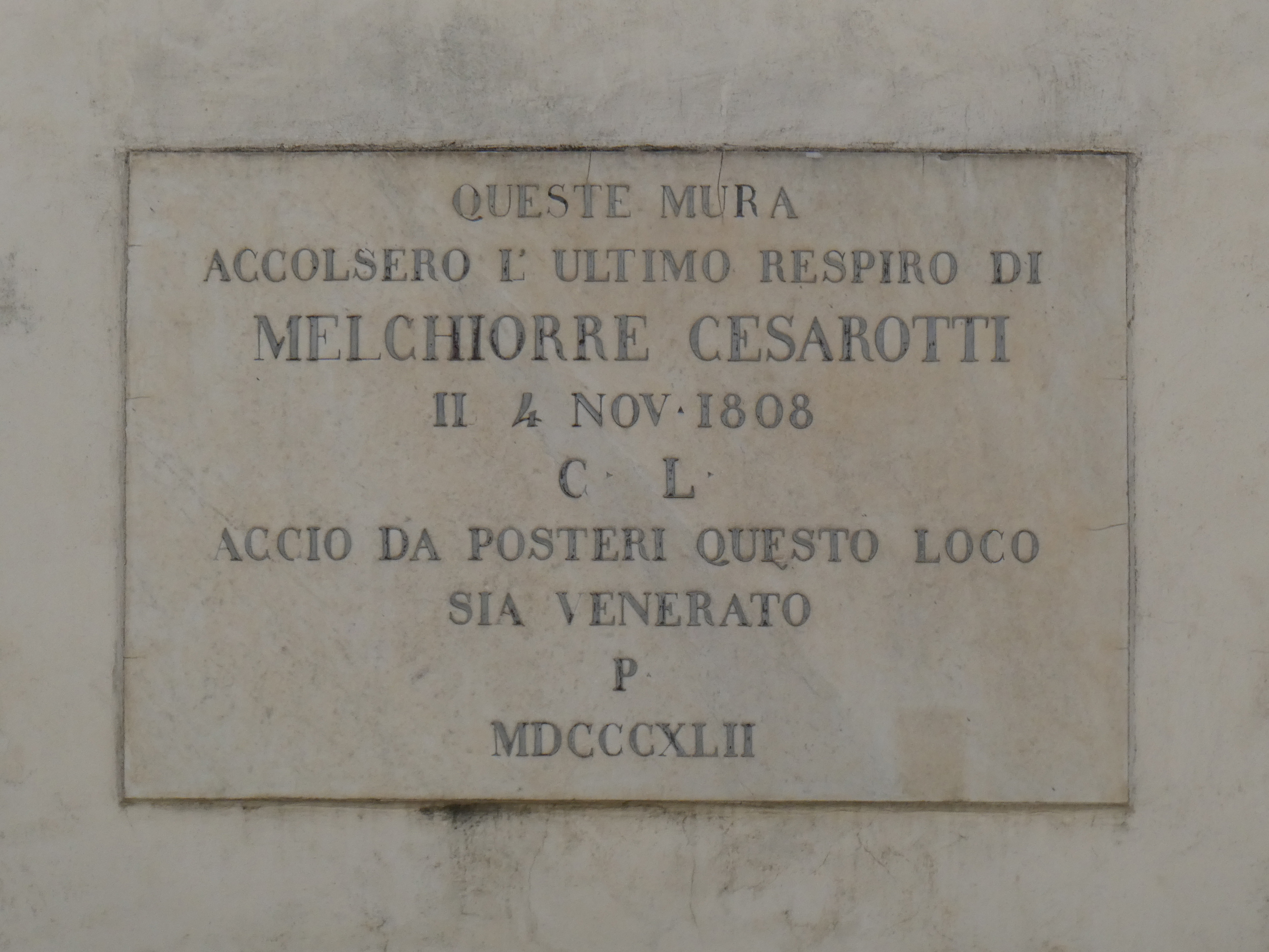
Targa a Cesarotti sulla facciata di Palazzo de Claricini a Padova, dove spirò

- Padova volle dedicargli un'importante via cittadina e ricordarlo con la statua nr. 32 dello scultore Bartolomeo Ferrari in Prato della Valle.

## Opere principali
- Elogio dell'abate Giuseppe Olivi ed analisi delle sue opere con un saggio di poesie inedite del medesimo, Padova 1796, per li fratelli Penada. Cesarotti ebbe a definirlo "per il mio cuore la più interessante delle mie opere".
- Sulla tragedia e sulla poesia, a cura di Fabio Finotti, Venezia, Marsilio, 2010, ISBN 978-88-317-0745-9
- Pronea. Componimento epico, testo critico e commento a cura di Salvatore Puggioni, Padova, Esedra, 2016.